# Rodolfo I di Neuchâtel
Rodolfo I di Neuchâtel, conte di Neuchâtel (Neuchâtel, 1070 – Neuchâtel, 1148), è stato un nobile svizzero.

## Biografia
Rodolfo I di Neuchâtel era figlio di Manegoldo I di Neuchâtel e divenne anche noto col nome di Manegoldo I di Fénis. Co-reggente di Neuchâtel con suo fratello Manegoldo II di Fenis (c. 1065?), già cavaliere, dal 1143 al 1148 fu anche signore di Arconciel.
Grazie al suo matrimonio con Emma di Glâne, acquisì delle proprietà sul fiume Saane e divenne signore di Arconciel-Illens. Originariamente Illens, Arconciel, Farvagny ed Ependes facevano parte della contea di Thyr che il padre di Emma, Conone, aveva ricevuto in feudo dall'imperatore Enrico IV nel 1082.
Con suo fratello Manegoldo II, Rodolfo I intraprese la costruzione dell'Abbazia di Fontaine-André che continuerà ad espandersi sino alla sua morte avvenuta nel 1148, data in cui tra l'altro egli fece la propria ultima donazione all'abbazia di Hauterive.

## Matrimonio e figli
Rodolfo I sposò Emma, figlia di Pietro di Glâne (? - Abbazia di Payerne, 9 febbraio o 1º marzo 1127), fu sorella di Guglielmo di Glâne, (? - 1143) fondatore dell'abbazia di d'Hauterive. La coppia ebbe un solo figlio:
- Ulrico II di Neuchâtel.